# Schornsteinmarke

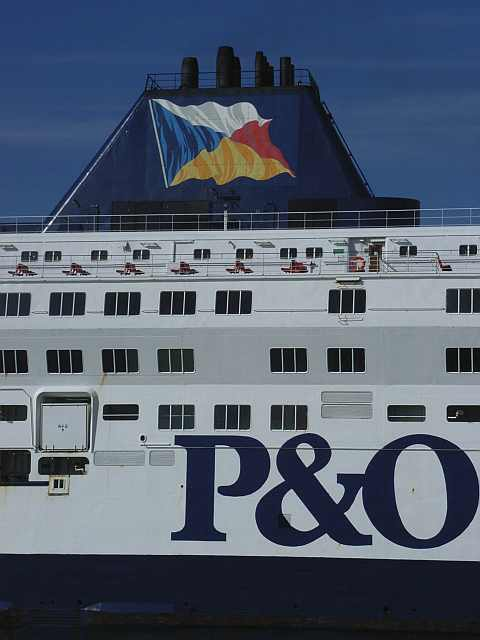
Hausflagge der P&O Ferries als Schornsteinmarke.

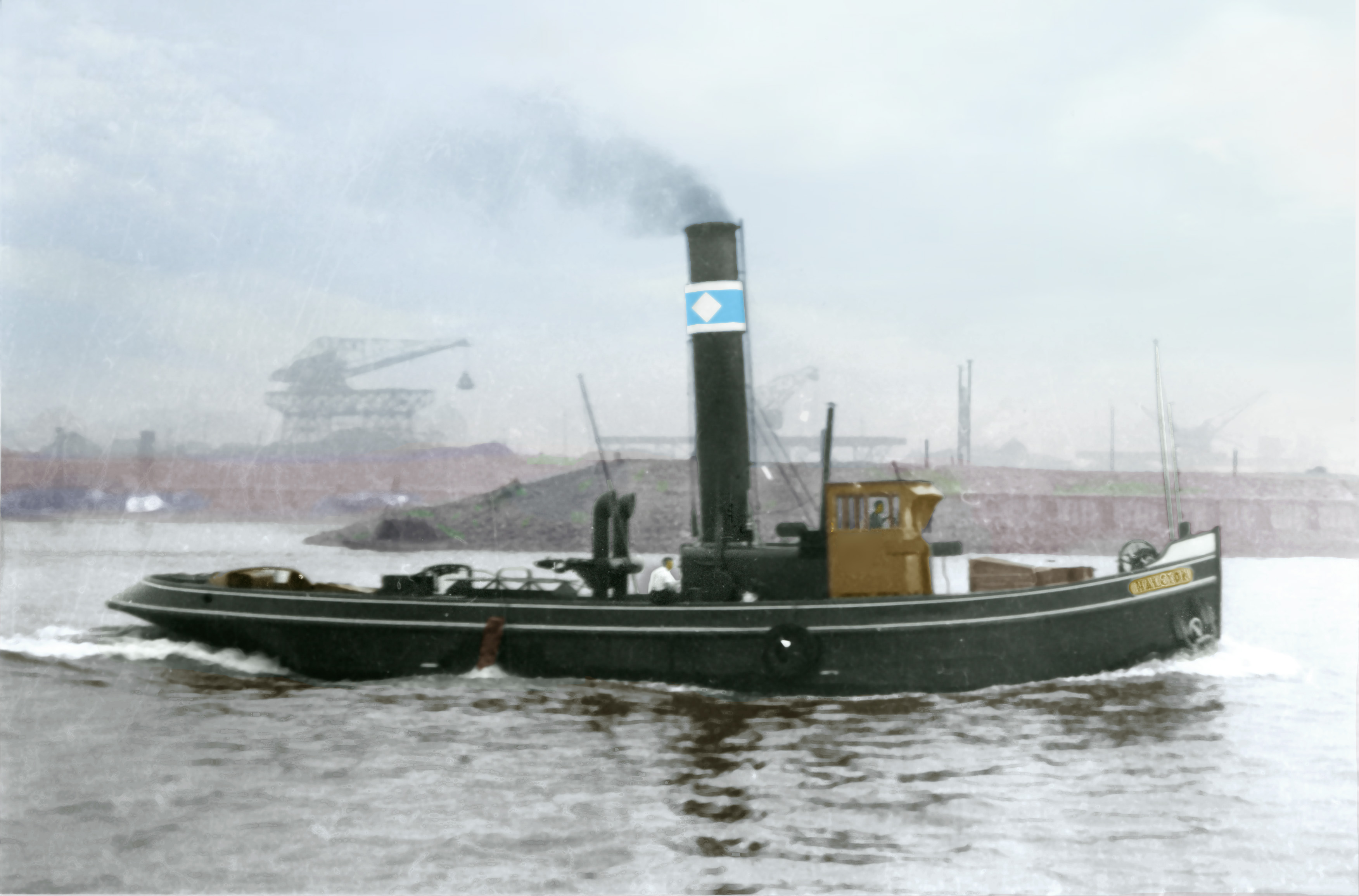
Historische Schornsteinmarke des Schleppers Halcyon der Reederei DENESU (weiße Raute auf türkisem Ring) auf einem kolorierten Foto von 1938

Die Schornsteinmarke ist ein Zeichen am Schornstein von Schiffen, das kennzeichnet, von welcher Reederei das Schiff bereedert wird. Das Schiff muss dabei nicht zwingend Eigentum dieser Reederei sein. Die Farbgebung ist oft der Kontorflagge entlehnt. Häufig kommen Schornsteinmarken als Kombination von farbigen Ringen vor.

## Geschichte
Schornsteinmarken haben ihren Ursprung in der Dampfschifffahrt des 19. Jahrhunderts. Schon bald nachdem man die anfangs starke Rußentwicklung der Dampfmaschinen reduziert hatte, wurden die markanten, dunklen Stahlschornsteine mit einem hellen Ring mit den Farben und Symbolen der Reeder versehen. Sie dienten zur Erkennung der Schiffer untereinander und damals wie heute vor allem als Werbefläche.

## Bekannte Schornsteinmarken
- Weißer Schornstein mit rotem Topp: Hamburg Süd
- Hellblaues Band mit weißem Stern: Mærsk Line
- Nur Gelb: Norddeutscher Lloyd
- Oben ein schwarzer Ring, sonst Gelbbraun: White Star Line
- Rot, getrennt durch drei schwarze Ringe: Cunard Line
- Cognacfarben mit stilisiertem blauen HLL als Logo: Hapag-Lloyd
- Blau-Rot-Blau: Deutsche Seereederei Rostock – war auch als „DSR-LINES“ bekannt.